# Rio Alène
O rio Alène é um rio do departamento de Nièvre, na França.  É um afluente do rio Aron pela margem esquerda, e portanto é sub-afluente do rio Loire. 
Ao longo do seu percurso, percorre as seguintes comunas do departamento de Nièvre, ordenadas da nascente até à foz: Poil, Millay, Luzy, Fléty, Avrée, Sémelay, Rémilly, Fours, Thaix e Cercy-la-Tour.